# Fanny Waterman

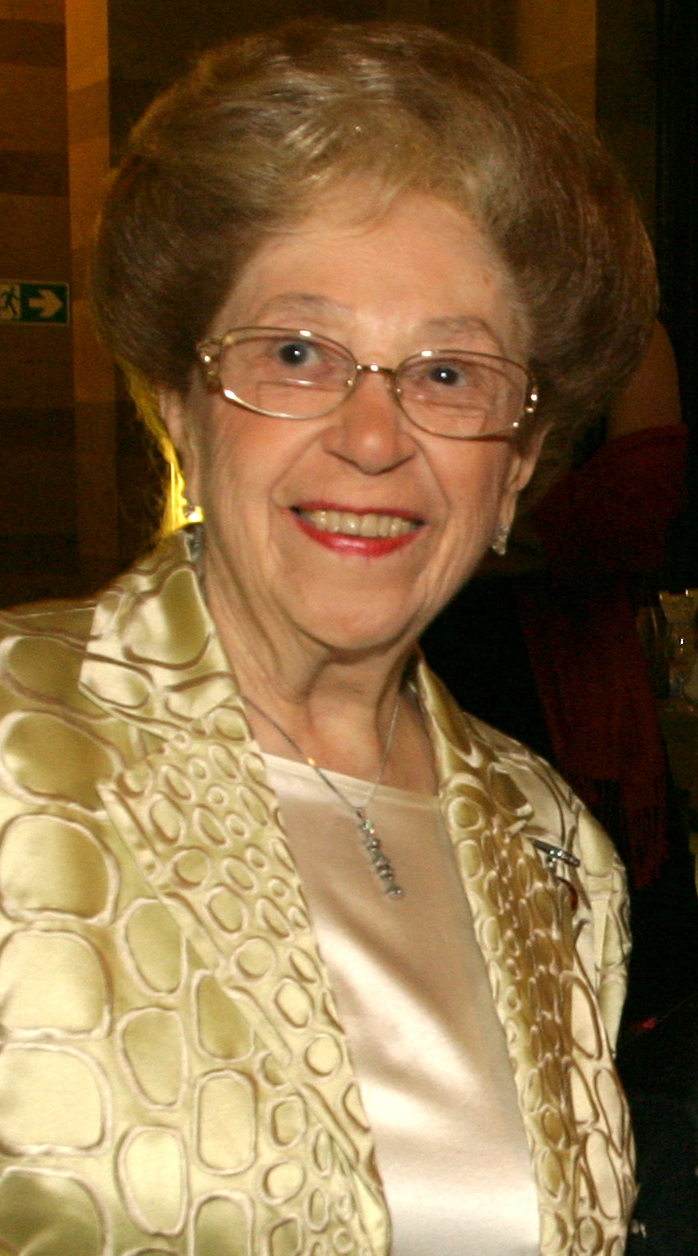
Fanny Waterman (2009)

Dame Frances „Fanny“ Waterman CBE FRCM (geboren am 22. März 1920 in Leeds; gestorben am 20. Dezember 2020 in Ilkley) war eine britische Pianistin, die als Mitbegründerin und langjährige Leiterin der Leeds International Piano Competition bekannt wurde.

## Leben
Fanny Waterman wurde 1920 in Leeds als Tochter des jüdischen Ehepaars Myer und Mary Waterman geboren. Ihre Mutter stammte ursprünglich aus Russland, ihr als Juwelier arbeitender Vater aus der Ukraine. Dort hatte er noch den Nachnamen Wasserman geführt, den er bei seiner Einwanderung nach England zu Waterman anglisierte. Obwohl die Eltern nicht wohlhabend waren, erhielten sowohl Fanny als auch ihr Bruder von früh an Musikunterricht, ihr Bruder an der Geige und Fanny am Klavier. Nachdem sie schon zu Schulzeiten in kleinem Kreise erste Auftritte absolviert hatte, konnte Waterman nach Schulabschluss mithilfe eines Stipendiums Unterricht bei Cyril Smith am Londoner Royal College of Music nehmen. Weiteren Unterricht erhielt sie bei Tobias Matthay.
Mit einer Darbietung von Wolfgang Amadeus Mozarts 23. Klavierkonzert debütierte Waterman 1941 mit dem Leeds Symphony Orchestra als Konzertpianistin. Ein Jahr später trat sie mit Johann Sebastian Bachs Konzert C-Dur für drei Cembali unter Adrian Boult bei einem Konzert der Proms auf. Später führte sie eine Konzerttournee mit Rosemary Rapaport durch das Vereinigte Königreich. Wenngleich sie zunächst an ihrem Plan für eine Laufbahn als Konzertpianistin festhielt, gab sie während des Zweiten Weltkriegs erste Stunden als Klavierlehrerin, als sie zum Arbeitsdienst einberufen wurde. Nach der Heirat mit dem jungen Arzt Geoffrey de Keyser (1923–2001) im Jahr 1944 und der Geburt des ersten gemeinsamen Sohnes 1950 gab Waterman schließlich ihre Karriere als Konzertpianistin auf und widmete sich zunächst vollständig dem Lehren. In den nächsten Jahrzehnten bildete sie einige bekannte Konzertpianistin aus, darunter Michael Roll, Paul Crossley und Benjamin Frith. 1983 publizierte sie unter dem Titel On Teaching Piano and Performance ein erstes eigenes Lehrbuch, gefolgt 1989 von Me and My Piano, das in Kooperation mit ihrer engen Freundin Marion Harewood entstand. Letzteres erfreute sich großer Beliebtheit und wird insbesondere in der Volksrepublik China als Standardlehrwerk verwendet.
Nach einigen Jahren als Klavierlehrerin entwickelte Waterman die Idee, einen großen Klavierwettbewerb in Leeds auszurichten. Trotz anfänglicher Zweifel, ob eine strauchelnde Industriestadt wie Leeds der richtige Ort für einen internationalen Klavierwettbewerb sei, gelang es Waterman mit Unterstützung von ihrem Ehemann und von Marion Harewood, 1963 die erste Leeds International Piano Competition auszurichten. Wenngleich der erste Wettbewerb in einer Kontroverse endete, als Watermans eigener Schüler Michael Roll von der Jury zum Sieger erklärt wurde, erarbeitete sich der Wettbewerb über die nächsten Jahrzehnte den Ruf eines der bedeutendsten Klavierwettbewerbe der Welt. Der Gewinner des alle drei Jahre ausgetragenen Wettbewerbs erhält neben Preisgeld traditionell auch Engagements in diversen britischen Konzerthäusern und mit Orchestern der ganzen Welt; unter den bekanntesten Siegern sind unter anderem Radu Lupu (1969), Murray Perahia (1972), Dmitri Konstantinowitsch Alexejew (1975) und Sofya Gulyak (2009). Waterman blieb über viele Jahrzehnte die Leiterin des Wettbewerbs und trat erst 2015 im Alter von 95 Jahren von dieser Rolle zurück. Obgleich ursprünglich als freiwilliger Abtritt inszeniert, teilte sie fünf Jahre später mit, dass man sie zum Rückzug gedrängt habe und dieser nicht freiwillig erfolgt sei: „Ich wollte für immer dabei sein.“
Für ihre Arbeit in Leeds renommiert, arbeitete Waterman über die Jahre auch für andere Klavierwettbewerbe als Jurorin, unter anderem für den Tschaikowski-Wettbewerb und den Internationalen Chopin-Wettbewerb. Die Pianistenausbildung im Vereinigten Königreich kritisierte sie anlässlich ihres Rückzugs vom Leedser Wettbewerb; das Land produzierte kaum nennenswerte Pianisten mehr, weil es der Jugend an Disziplin fehle, es zu viele Ablenkungen gebe und das Repertoire junger Pianisten zu limitiert sei. E-Pianos lehnte sie als Zeitverschwendung ab. Mit Wendy Thompson schrieb sie sie 1990 unter dem Titel Piano Competition: The Story of the Leeds die Geschichte des Wettbewerbs von Leeds nieder; 2015 folgte unter dem Titel My Life in Music eine Autobiografie. 2010 trat sie in der Radiosendung Desert Island Discs auf. Gemeinsam mit ihrem 2001 verstorbenen Ehemann lebte Waterman ab 1966 in einem viktorianischen Anwesen in Oakwood, einem Vorort von Leeds. Ihren Lebensabend verbrachte sie einem Pflegeheim in Ilkley, wo sie im Dezember 2020 im Alter von 100 Jahren verstarb. Sie hinterließ zwei Söhne und sechs Enkelkinder. Ihren Vorlass hatte sie bereits 2018 an die Sammlung der University of Leeds gegeben.

## Ehrungen
- 1971: Ernennung zum Officer des Order of the British Empire (OBE)[1]
- 1971: Fellowship des Royal College of Music (FRCM)[8]
- 1992: Ehrendoktorwürde der University of Leeds[7]
- 1995: Ehrendoktorwürde der University of York[9]
- 1999: Ernennung zum Commander des Order of the British Empire (CBE)[1]
- 2002: Lifetime Achievement Award der World Federation of International Music Competitions[3]
- 2005: Ritterschlag (Dame)[1]
- 2006: Ernennung zur Ehrenbürgerin von Leeds (Freedom of the City)[1]
- 2006: Ehrendoktorwürde der Leeds Metropolitan University[10]
- 2011: Ehrenmitglied der Royal Philharmonic Society[11]

## Werke (Auswahl)
- On Piano Teaching and Performing. Faber Music, London 1983.
- mit Wendy Thompson: Piano Competition: The Story of the Leeds. Faber & Faber, London 1990.
- My Life in Music. Faber Music, London 2015.